# Prințul Aimone, Duce de Aosta
Prințul Aimone de Savoia-Aosta, Duce de Aosta (Aimone Roberto Margherita Maria Giuseppe Torino), (n. 9 martie 1900, Torino, Regatul Italiei – d. 29 ianuarie 1948, Buenos Aires, Argentina)a fost prinț italian din Casa de Savoia și ofițer al marinei regale italiene. Al doilea fiu al Prințului Emanuele Filiberto, Duce de Aosta a primit titlul de Duce de Spoleto la 22 septembrie 1904.
A moștenit titlul de Duce de Aosta la 3 martie 1942 după decesul fratelui său, Prințul Amedeo, într-un lagăr de prizonieri de război britanici în Nairobi.
La 18 mai 1941, a fost nominalizat de vărul său, regele Victor Emanuel al III-lea al Italiei, să-și asume conducerea Statului Independent al Croației, un stat marionetă al Germaniei naziste în Iugoslavia ocupată. El a acceptat în mod oficial, dar a refuzat să-și asume domnia în opoziție cu anexarea italiană a regiunii Dalmația, și, prin urmare, este menționat în unele surse ca rege desemnat.
Mai multe surse se referă la el ca Tomislav al II-lea, rege al Croației (numit după regele medieval croat regele Tomislav) și șeful Statului Independent al Croației în timpul primilor doi ani (1941-1943). A demisionat la 31 iulie 1943, în mod oficial a renunțat la toate drepturile titlul său croat la 12 octombrie 1943, la o lună după capitularea Italiei.

## Primii ani
Prințul Aimone Roberto Margherita Maria Giuseppe Torino de Savoia-Aosta s-a născut la Torino ca al doilea fiu al Prințului Emanuele Filiberto, Duce de Aosta (fiul cel mare al lui Amadeus I al Spaniei) și a Prințesei Hélène de Orléans (fiica lui Filip, conte de Paris și a Prințesei Isabela de Orléans). Străbunicul său patern era regele Victor Emanuel al II-lea al Italiei.
La 22 septembrie 1904, el a primit titlul de Duce de Spoleto pe viață. La 1 aprilie 1921, Prințul Aimone a devenit membru al senatului italian. Prinții din Casa de Savoia deveneau membri ai senatului la împlinirea vârstei de 21 de ani în timp ce-și câștigau dreptul de vot la 25 de ani.
În 1929, la 20 de ani după ce unchiul său, Ducele de Abruzzi, a încercat să escaladeze K2 în Karakorum, Prințul Aimone a condus o expediție în Karakorum. Un membru al expediției a fost Ardito Desio. Din cauza eșecului escaladării lui K2 cu 20 de ani mai înainte, expediția Prințului Aimone s-a concentrat pe munca științifică.
După o legătură romantică cu infanta Beatriz a Spaniei, fiica regelui Alfonso al XIII-lea,
 el s-a căsătorit la 1 iulie 1939 la Florența cu Prințesa Irene a Greciei și Danemarcei, fiica regelui Constantin I al Greciei și a Prințesei Sofia a Prusiei.

## Moartea
În 1947, după referendumul din 1946 care a hotărât nașterea Republicii Italia, Prințul Aimone s-a mutat în America de Sud. A decedat pe 29 ianuarie 1948 în reședința sa temporară dintr-un hotel din cartierul Recoleta din Buenos Aires, Argentina. Fiul său Prințul Amedeo a devenit noul Duce de Aosta.